# In tenui labor at tenuis non gloria
La locuzione latina in tenui labor, at tenuis non gloria, tradotta letteralmente, significa "lavoro di modesto contenuto, ma non di modesta gloria" (Virgilio, Georgiche, libro. IV, v. 6).
Nel quarto libro delle Georgiche il poeta parla dell'apicoltura e del lavoro di questi insetti che, pur sembrando a taluni insignificante, dona tuttavia all'uomo un prodotto eccelso come il miele.